# おぶちゃん
おぶちゃんは、愛知県大府市の公式マスコットキャラクターである。

## 概要
2006年、大府市が「健康づくり都市宣言」から20周年を迎えるにあたり、世界保健機関 (WHO) 健康都市連合への加盟などの事業の一環として、市民公募によって制定され健康づくりマスコットキャラクターとして誕生し、2017年に公式マスコットキャラクターに任命された。
キャラクターの体型は大府市の地形をかたどっている。体色は明るい黄色で、頭には市の花であるくちなしを飾っている。体にはタスキをかけており、未来への健康の橋渡し役を務めているとされる。
2012年10月1日には原動機付自転車第一種、二種乙、二種甲およびミニカー、小型特殊自動車の5車種について、おぶちゃんナンバープレートが交付が始まり、これを記念しておぶちゃんに対して特別住民票も交付された。
このほか、2010年9月1日に開催された大府市制40周年記念式典ではおぶちゃん体操が披露されたほか、2011年よりビストロおぶちゃんと称するこども料理コンクールも開催されている。
また2013年ゆるキャラグランプリ2013にエントリーされ、1,580体の出場キャラクターの中で789位を獲得した。

## プロフィール
- 名前 : おぶちゃん
- 誕生日 : 3月27日
- 性格 : 明るく元気だが、少しおっちょこちょい。
- 趣味 : ウォーキング
- 好物 : ぶどう、ジャンボ梨、木の山いも[9]

## 歴史
- 2006年3月27日 - 市民公募により誕生する。
- 2007年8月15日 - 大府市勤労文化会館で開催された「健康都市連合日本支部第5回大会」で初披露される。
- 2012年10月1日 - 大府市の特別住民票が交付される[10]。